# Kongsvinger IL Toppfotball
Kongsvinger IL Toppfotball är fotbollssektionen i den 1892 bildade sportklubben Kongsvinger IL i Norge. Trots begränsade ekonomiska möjligheter spelade man 17 raka säsonger i den norska toppdivisionen i fotboll åren 1983-1999. Laget spelar sina hemmamatcher på Gjemselund Stadion.

## Meriter
Tippeligaen
- Silver 1992
- Brons 1986, 1987

UEFA-cupen
- Stryk i andra omgången mot Juventus FC 1993

Norska cupmästerskapet
- Final 2016
- Semifinal 1983, 1990, 1992, 1996

### Fotnoter
1. ↑  Reidar Ånensen. ”Kongsvinger Idrettslag” (på norska). Kongsvinger Idrettslag. https://snl.no/Kongsvinger_Idrettslag. Läst 29 september 2017.